# Schubert Inlet
Das Schubert Inlet ist eine vereiste Bucht an der Westküste der westantarktischen Alexander-I.-Insel. Sie liegt zwischen den Colbert Mountains und den Walton Mountains.
Luftaufnahmen der Ronne Antarctic Research Expedition (1947–1948) dienten dem britischen Geographen Derek Searle vom Falkland Islands Dependencies Survey 1960 für eine Kartierung. Das UK Antarctic Place-Names Committee benannte die Bucht 1961 nach dem österreichischen Komponisten Franz Schubert (1797–1828).